# セキュアOS
セキュアOS（Secure OS）とは、セキュリティを強化したオペレーティングシステムのことである。厳密な定義は存在していないが、強制アクセス制御(Mandatory Access Control:MAC)機能及び、最小特権を実現する機能を備えたものをそう呼ぶことが一般的である。

## 概要
セキュアOSは、その誕生の歴史を遡ると1970年代に考案されたTrusted operating systemに辿り着く。日本におけるセキュアOSは強制アクセス制御と最小特権にフォーカスされているが、本来はすべてのプロセスにおける資源に対するアクセスを仲裁する抽象的なマシンを意味するリファレンスモニター（セキュアOSにおけるOSカーネルと捉えると理解が容易であろう）に注目すべきであり、このリファレンスモニターを実現するために強制アクセス制御や特権制御（最小特権は、特権制御機能の一部）が求められている。
リファレンスモニターには「利用する資源へのアクセスが迂回不可能なこと」「それ自身が改ざんできないこと」「実装が十分にシンプルで安全であることが証明できること」の3つが求められており、典型例としてはマイクロカーネルが該当すると言われている。このリファレンスモニターを含めて信頼できるコンピュータ処理基盤（ドライバ、ファームウェア、マイクロプロセッサを含めて）をトラステッド・コンピューティング・ベース (Trusted Computing base、TCB)と呼ぶ。セキュアOSはTCBを構成しようとする時に不可欠な部分（カーネル）を提供する。
米国においては大学の講義でTrusted Operating Systemデザインというコースも存在するなど、情報を得る機会が多いのに比べて日本ではまだ正確な情報が殆ど存在しない（裏を返せば日本語の情報が少ないだけで、英語での情報は得られやすいということでもあるが）。
Trusted Operating Systemが各国の政府や軍需産業界が要求していたのと同じく、セキュアOSも各国の政府や軍需産業界で要求されているが、2000年からアメリカ国防総省が複数のオープンソース団体に経済的な支援を始めた結果、急速に開発が進んでいる。
なお、日本政府を中心として、仮想マシン技術をベースとした実装を模索する動きがある。

## 名称
日本語ではセキュアOSと呼ばれることがほとんどであり、セキュアオペレーティングシステムはほとんど使われていない。英語においては、secure operating systemは不適切とされており、security focused operating system もしくはsecurity-evaluated operating systemが推奨されている。

## ディストリビューション
いくつかのLinuxディストリビューションがこのような用途向けにつくられている。商用では軍事レベルにも対応しているTrusted Solaris、Trusted IRIX、STOP OS、PitBull FSなどがある。

### Linux
- Parrot OS（英語版）
- Tails
- Whonix
- Qubes OS
- Alpine Linux

### BSD
- Anonym.OS（英語版）[2]

## Object-capability systems
Capability-based securityも参照。
- Genode
- Fiasco.OC
- seL4

## 実装
強制アクセス制御も参照。

### BSDでの実装
- OpenBSD
- TrustedBSD

### Linuxでの実装
- AppArmor
- grsecurity
- Linux Intrusion Detection System（英語版） (LIDS)
- Rule Set Based Access Control（英語版） (RSBAC)
- Security-Enhanced Linux
- Simplified Mandatory Access Control Kernel（英語版）(Smack)
- TOMOYO Linux (AKARI)
- Yama

### Windowsでの実装
- Windows NT系